# Ischyropalpus cochisei
Ischyropalpus cochisei es una especie de coleóptero de la familia Anthicidae.

## Distribución geográfica
Habita en Arizona (Estados Unidos).